# Моргун (гора)
Моргун — гора-останец на Кавказе, в Петровском районе Ставропольского края. Является частью Прикалаусских высот.

## Географическое описание
Гора расположена к юго-западу от села Просянка и является главенствующей вершиной. Гора сложена, как и все Прикалаусские высоты, пластами неогеновых песчаников, известняков. В её привершинной части, осложнённой обвалами и скальными выступами, встречаются ниши до 10 м глубиной, возникшие в результате выдувания песка.

## История названия
По местному поверью история названия горы уходит в конец XVIII века, когда на горе стоял казачий пикет. Однажды сторожевой пост «проморгал» приближение неприятеля. Вот с тех пор гора и зовется Моргуном.
По другой версии, она названа так «потому, что когда на небе облачность, а гора доминирует над окружающей местностью, то кажется, что она моргает».